# Mezoregion Itapetininga

Mezoregion Itapetininga

Mezoregion Itapetininga – mezoregion w brazylijskim stanie São Paulo, skupia 36 gmin zgrupowanych w czterech mikroregionach. Liczy 20.218,8 km² powierzchni.

## Mikroregiony
- Capão Bonito
- Itapetininga
- Itapeva
- Tatuí